# Karavukovo
Karavukovo (izvirno srbsko Каравуково) je naselje v Srbiji, ki upravno spada pod Občino Odžaci; slednja pa je del Zahodnobačkega upravnega okraja.

## Demografija
V naselju živi 4048 polnoletnih prebivalcev, pri čemer je njihova povprečna starost 40,9 let (39,7 pri moških in 42,0 pri ženskah). Naselje ima 1675 gospodinjstev, pri čemer je povprečno število članov na gospodinjstvo 2,98.
To naselje je, glede na rezultate popisa iz leta 2002, večinoma srbsko, a v času zadnjih treh popisov je opazno zmanjšanje števila prebivalcev.
|  |

| Demografija | Demografija     | Demografija     |
| Leto        | Št. prebivalcev | Št. prebivalcev |
| ----------- | --------------- | --------------- |
|             |                 |                 |
|             |                 |                 |
|             |                 |                 |
|             |                 |                 |
| 1948        | 5008            |                 |
| 1953        | 6024            |                 |
| 1961        | 6472            |                 |
| 1971        | 5925            |                 |
| 1981        | 5682            |                 |
| 1991        | 5607            | 5434            |
| 2002        | 5089            | 4991            |
|             |                 |                 |

| Etnična sestava po popisu iz leta 2002 | Etnična sestava po popisu iz leta 2002 | Etnična sestava po popisu iz leta 2002 | Etnična sestava po popisu iz leta 2002 | Etnična sestava po popisu iz leta 2002 |
| -------------------------------------- | -------------------------------------- | -------------------------------------- | -------------------------------------- | -------------------------------------- |
| Srbi                                   | Srbi                                   |                                        | 4.869                                  | 97,55%                                 |
| Madžari                                | Madžari                                |                                        | 26                                     | 0,52%                                  |
| Hrvati                                 | Hrvati                                 |                                        | 14                                     | 0,28%                                  |
| Makedonci                              | Makedonci                              |                                        | 11                                     | 0,22%                                  |
| Slovaki                                | Slovaki                                |                                        | 6                                      | 0,12%                                  |
| Jugoslovani                            | Jugoslovani                            |                                        | 5                                      | 0,10%                                  |
| Nemci                                  | Nemci                                  |                                        | 4                                      | 0,08%                                  |
| Romuni                                 | Romuni                                 |                                        | 3                                      | 0,06%                                  |
| Črnogorci                              | Črnogorci                              |                                        | 2                                      | 0,04%                                  |
| Ukrajinci                              | Ukrajinci                              |                                        | 2                                      | 0,04%                                  |
| Rusi                                   | Rusi                                   |                                        | 2                                      | 0,04%                                  |
| Bolgari                                | Bolgari                                |                                        | 2                                      | 0,04%                                  |
| Rusini                                 | Rusini                                 |                                        | 1                                      | 0,02%                                  |
| Muslimani                              | Muslimani                              |                                        | 1                                      | 0,02%                                  |
| Bošnjaki                               | Bošnjaki                               |                                        | 1                                      | 0,02%                                  |
| Neznano                                | Neznano                                |                                        | 11                                     | 0,22%                                  |